# سیگونیوئلا
سیگونیوئلا (به اسپانیایی: Ciguñuela) یک شهرستان در اسپانیا است که در استان وایادولید واقع شده‌است.